# L'amour n'est pas en jeu
Pour plus de détails, voir Fiche technique et Distribution.
L'amour n'est pas en jeu (In This Our Life) est un film américain réalisé par John Huston, sorti en 1942.

## Synopsis
Stanley Timberlake s'enfuit avec Peter, le fiancé de sa sœur,Roy, la veille de leur mariage. Peter et Stanley se marient ensuite à Baltimore. Cependant, leur relation houleuse aboutit au suicide de Peter. Entre-temps, Roy n'ayant pas quitté le domicile familial, se rapproche de Craig l'ex fiancé de Stanley. Stanley de retour au pays après le suicide de Peter, tente de retrouver sa place dans le cœur de Craig. Sans succès. Un soir, ivre et folle de rage que Craig ne soit pas venu à un rendez-vous, celle-ci reprend sa voiture et heurte une mère et sa fille. Paniquée, elle commet un délit de fuite et laisse un jeune noir se faire accuser à sa place. Néanmoins, Roy n'est pas dupe et finit par prouver la culpabilité de sa sœur. Stanley s'enfuit en voiture à l'arrivée de la police et trouve la mort dans un précipice.

## Fiche technique
- Titre français : L'amour n'est pas en jeu
- Titre original : In This Our Life
- Réalisation : John Huston
- Scénario : Howard Koch d'après le roman In This Our Life d'Ellen Glasgow
- Production : Hal B. Wallis producteur exécutif et David Lewis (en) producteur associé
- Société de production et de distribution : Warner Bros. Pictures
- Photographie : Ernest Haller
- Musique : Max Steiner
- Décors : Robert Haas
- Costumes : Orry-Kelly
- Montage : William Holmes
- Pays de production :  États-Unis
- Format : Noir et blanc - 35 mm - 1,37:1 - Son : mono (RCA Sound System)
- Genre : Drame
- Durée : 97 minutes
- Dates de sortie :
  - États-Unis : 8 mai 1942 (New York)
  - États-Unis : 16 mai 1942 (sortie nationale)
  - France : 27 janvier 1988

## Distribution
- Bette Davis : Stanley Timberlake
- Olivia de Havilland : Roy Timberlake
- George Brent : Craig Fleming
- Dennis Morgan : Peter Kingsmill
- Charles Coburn : William Fitzroy
- Frank Craven : Asa Timberlake
- Billie Burke : Lavinia Timberlake
- Hattie McDaniel : Minerva Clay
- Lee Patrick : Betty Wilmoth
- Mary Servoss : Charlotte Fitzroy
- Ernest Anderson : Parry Clay
- William B. Davidson : Jim Purdy
- Edward Fielding : Dr Buchanan
- John Hamilton : L'inspecteur Millett
- William Forrest : Un garde forestier

Acteurs non crédités
- Dudley Dickerson : Un serveur
- Ruth Ford : La jeune mère
- Jester Hairston : Un prisonnier
- Fred Kelsey : Un geôlier
- George Reed : Le maître d'hôtel des Fitzroy